# Diego Vicencio de Vidania
Padre Diego Vicencio de Vidania Broto (Huesca, 5 ottobre 1644 – Napoli, 18 agosto 1732) è stato un presbitero, giurista e storico spagnolo, nonché studioso di diritto canonico. Fu cappellano maggiore del Regno di Napoli ed inquisitore nel Regno di Sicilia.

## Biografia
Probabilmente unico figlio del notaio Diego Antonio Vidania e di Inés Josefa de Broto y Santapau, il padre morì quando Vidania aveva tre anni, da quel momento la madre si occupò dell'azienda di famiglia. Vidania studiò giurisprudenza all'Università di Huesca, conseguendo il dottorato nel 1667, ed in utroque iure nel 1668. Rimase all'università, come sostituto alla Cattedra di codice canonico per due mesi nel corso del 1666-1667, come rettore nel 1667-1668, professore di Digesto antico nel 1667-1668. In quegli anni frequentava il circolo intellettuale di Vincencio Juan de Lastanosa.
Sposò Teresa Insausti, figlia di un giurista di Saragozza, e si trasferì per un periodo a Saragozza ed a Madrid, dove fu consultore del Sant'Uffizio. Nel 1679 scriveva: "Protesto che muoio e voglio morire cattolico sotto l'obbedienza della santa fede di Cristo e dei suoi Romani Pontefici", indicando già la sua religiosità. Poco dopo la moglie morì, senza discendenza, e Vidania fu ordinato sacerdote.
Nel 1684 fu nominato procuratore dell'Inquisizione a Barcellona e nel 1686 inquisitore di Sicilia. Informava da Roma l'Inquisitore generale a Madrid sul processo dell'inquisizione romana contro Miguel de Molinos.
Nel 1689 fu nominato cappellano maggiore del Regno di Napoli. Nel 1699 tornò in Sicilia per indagare sul caso della morte di alcuni capi ordinata dall'Inquisizione con il pretesto di salvaguardare la tranquillità dell'Isola. Il 30 gennaio 1700 fu nominato Consigliere Supremo ad honorem da Baltasar de Mendoza y Sandoval, Inquisitore generale. Nel 1702 torna a Napoli, dove si relaziona con gli intellettuali del tempo, tra cui l'aragonese Félix Espinosa y Malo e i napoletani Agostino Ariani, Domenico Aulisio, Luca Porzio e soprattutto con Giambattista Vico, col quale stringe amicizia.
Nel 1707 fu scomunicato da papa Clemente XI. Mantenne l'incarico di cappellano fino quasi alla morte, rassegnando le dimissioni poco prima per suffragio del nunzio. Morì il 18 agosto 1732 a Napoli, e fu sepolto nella chiesa di Sant'Anna di Palazzo in città.

## Opere
- Disertación histórica de la patria del invencible martir San Lorenzo [...] (Zaragoza, 1672)
- Oración panegírica por la admisión de don Jaime Félix Mezquita [...] (Zaragoza, 1673)
- Elogio al mérito de don Vicencio Juan de Lastanosa [...] (Zaragoza, 1681)
- Carta dirigida a Vicencio Juan de Lastanosa (Huesca, 20 de mayo de 1681)
- Triunfos christianos del mahometismo vencido, en Cinco discursos académicos (Madrid, 1684)
- Inocencio XI. Echo-Paranomasticum anagrammaticum, cronologicum elogium
- Al Rey Nuestro Señor Don Francisco de Benavides [...] representa los servicios heredados y propios y los de sus hijos [...], la antigüedad de su casa y las incorporadas en ella (Nápoles, 1696)
- Teatro de las Españas citerior y ulterior, tarraconense, Bética y Lusitania. Su historia sagrada, profana, geográfica, crográfica, genealógica, heráldica. Por orden alfabético
- «Prólogo» de Ocios Morales (Zaragoza, 1693)
- Annales del Reinado de Don Phelipe III
- Anales de las Españas desde el Diluvio hasta [...] don Carlos Segundo nuestro Rey y Señor
- Fasti legales opus
- De abusu poenitentiae
- El Derecho natural innato en las mentes de los hombres, y sus efectos (1712)